# 밀양 숭진리 삼층석탑
밀양 숭진리 삼층석탑(密陽 崇眞里 三層石塔)은 대한민국 경상남도 밀양시 삼랑진읍 숭진리에 있는, 고려시대의 삼층석탑이다. 1968년 12월 19일 대한민국의 보물 제468호로 지정되었다.

## 개요
이 탑은 현재 경작지 한 가운데에 서 있으며 근처의 밭과 개천에서 많은 기와와 자기 조각 등이 발견되었다. 구체적인 사찰의 흔적은 찾아볼 수 없으나 가리사(加利寺)의 옛터라고 전하고 있다.
탑의 모습은 현재 기단(基壇) 아래부분이 파묻혀 있어 정확한 구조는 알 수 없으나 1단의 기단 위에 3층의 탑신을 올린 형태이다. 탑신부(塔身部)는 1·2층 몸돌이 각각 한 돌이고, 1층 지붕돌도 한 돌이지만 2층 지붕돌과 3층 몸돌을 한 돌로 만든 점이 특이하다. 몸돌의 각 면 모서리에는 기둥이 새겨져 있고, 각 층의 심한 체감 비율로 인해 기단부에 비하여 빈약한 느낌이다. 지붕돌 아래는 받침이 3단씩이고 윗면에는 1단의 낮은 괴임을 두었다. 떨어져 나가있던 3층 지붕돌을 올릴 당시에 3층 몸돌의 한가운데에 사리공이 있음이 확인되었다.
기단부가 1단으로 구성되고 지붕돌의 경사가 급한 점, 괴임이 낮은 1단으로 간략해진 점 등으로 보아 건립연대는 고려 중기로 추정된다.